# Ophiura luetkenii
Ophiura luetkenii är en ormstjärneart som först beskrevs av George Richard Lyman 1860.  Ophiura luetkenii ingår i släktet Ophiura och familjen fransormstjärnor. Inga underarter finns listade i Catalogue of Life.